# Divisione di Cook
La divisione di Cook è una divisione elettorale australiana nello stato del Nuovo Galles del Sud. La divisione fu creata nel 1969 e dedicata a James Cook, esploratore della costa orientale australiana nel 1770. Si trova nella periferia a sud di Sydney.

## Deputati
| Deputato       | Deputato     | Partito   | Periodo   |
| -------------- | ------------ | --------- | --------- |
|                | Don Dobie    | Liberale  | 1969–1972 |
|                | Ray Thorburn | Laburista | 1972–1975 |
|                | Don Dobie    | Liberale  | 1975–1996 |
| Stephen Mutch  | 1996–1998    | Liberale  |           |
| Bruce Baird    | 1998–2007    | Liberale  |           |
| Scott Morrison | dal 2007     | Liberale  |           |